# GSS-kod
En GSS-kod är en kod på nio tecken som underhålls av Storbritanniens Office for National Statistics (ONS) för att representera ett brett spektrum av geografiska områden i Storbritannien. Koderna används vid folkräkningar och för andra statistiska data. De infördes 2011 och ersatte då ett äldre system som kallades OSS-koder. GSS står för Government Statistical Service, den statliga statistiktjänsten som ONS ingår i. 
Kodens första tecken avser:
| Prefix | Riksdel           | Betydelse                 | Översättning                     |
| ------ | ----------------- | ------------------------- | -------------------------------- |
| E06    | England           | Unitary Authority         | Enhetskommun                     |
| E07    | England           | Non-metropolitan District | Distrikt (utanför storstadslän)  |
| E08    | England           | Metropolitan District     | Distrikt (i storstadslän)        |
| E09    | England           | London Borough            | London Borough                   |
| E10    | England           | County                    | Grevskap (utanför storstadslän)  |
| E11    | England           | Metropolitan County       | Grevskap (storstadslän)          |
| E12    | England           | Region                    | Region                           |
| E92    | England           | Country                   | Riksdel                          |
| K02    | UK                | Country                   | Storbritannien och Nordirland    |
| K03    | Storbritannien    | Country                   | Storbritannien (utan Nordirland) |
| K04    | England och Wales | Country                   | England och Wales                |
| N09    | Nordirland        | Local Government District | Distrikt                         |
| N92    | Nordirland        | Country                   | Riksdel                          |
| S12    | Skottland         | Council Area              | Kommun                           |
| S92    | Skottland         | Country                   | Riksdel                          |
| W06    | Wales             | Unitary Authority         | Enhetskommun                     |
| W92    | Skottland         | Country                   | Riksdel                          |